# Universidade Cuito Cuanavale
A Universidade Cuito Cuanavale (UCC) é uma universidade pública angolana, multicampi, sediada na cidade de Menongue.
A universidade surgiu do desmembramento do polo Menongue da Universidade Mandume ya Ndemufayo em meio à reforma no ensino superior angolano ocorrida no ano de 2014.
Tem sua área de atuação restrita a província de Cuando-Cubango.

## Origem do nome
O nome da universidade rememora a grande batalha de Cuito Cuanavale, o maior exercício militar da Guerra Civil Angolana, considerada também a segunda maior batalha de terreno do século XX, superada apenas pela batalha de Kursk.

## Histórico
A UCC descende do antigo campus da Universidade Mandume ya Ndemufayo (UMN) em Menongue, inaugurado em 2009.
Em 2014 os campus do Menongue e Ondjiva e o polo avançado de Cuito Cuanavale são afetados com a reforma do ensino superior promovida pelo governo de Angola. A reforma propunha a descentralização da UMN, de maneira que pudesse constituir um novo centro universitário autônomo. De tal proposta surgiu a UCC, efetivada pelo decreto-lei n° 188/14, de 4 de agosto de 2014 aprovado pelo Conselho de Ministros.
Pelo decreto presidencial nº 285, de 29 de outubro de 2020 —, que reorganiza a Rede de Instituições de Ensino Superior Pública de Angola (RIPES) —, as escolas superiores politécnica e pedagógica de Ondijiva foram reintegradas a Universidade Mandume ya Ndemufayo.
Foram extintas por fusão as seguintes unidades orgânicas: Escola Superior de Hotelaria e Turismo, Instituto Superior de Ciências da Saúde. A Universidade Cuito Cuanavale passou a circunscrever-se apenas na província do Cuando-Cubango e com três unidades orgânicas: Instituto Politécnico, Escola Pedagógica e Instituto de Investigação Científica e Desenvolvimento.

## Infraestrutura
A estrutura orgânica da UCC se compõe da seguinte forma:

### Campus de Menongue
- Instituto Superior Politécnico

### Campus de Cuito Cuanavale
- Escola Pedagógica

### Campus de Calai
- Instituto de Investigação Científica e Desenvolvimento